# 켄 정
켄 정(Ken Jeong, 1969년 7월 13일 ~ )은 한국계 미국인으로 현재는 미국의 배우이며 배우 활동을 하기 전에는 의사로 활동했다. 1986년 듀크 대학교에 입학하였으며 1990년 학사 학위를 수료받고 노스캐롤라이나 대학교에서 의학박사 학위를 수료받으면서 1995년부터 의사 생활을 하였다. 한국 이름은 정강조이다. 자신의 부인은 베트남계 미국인으로 알려져 왔으며 부인도 역시 의사로 재직하고 있다. 그래서 켄 정은 의사 출신의 영화배우이다.

## 출연 작품
- 올 어바웃 스티브 (2009) - 앵거스 역
- 행오버 1,2,3 - 미스터 초우
- 커뮤니티 - 벤 챙 역
- 퀸카가 아니어도 좋아 (2015) - Mr.아서 역
- 크레이지 리치 아시안 (2018) - 와이먼 고 역
- 켄 정 : 크레이지 리치 코리안의 고백(netflix) - 스탠딩 코미디 쇼
- 구스범스: 몬스터의 역습 (2018) - 미스터 추 역
- 더 마스크드 싱어 (2018) - 판정단
- 디어 마이 프렌드 (2018) - 알 경관
- 원더랜드 (2019) - 쿠퍼 역 (목소리)
- 보스 레벨 (2019)
- 마이 스파이 (2020) - 킴 역
- 오버 더 문 (2020) - 고비 역 (목소리)
- 스쿠비! (2020) - 다이노머트 역 (목소리)
- 톰과 제리 (2021) - 재키 역
- 마이 스파이: 디 이터널 시티 (2024) - 데이비드 김 역
- 케이팝 데몬 헌터스 (2025) - 바비 역